# Potaro
Il fiume Potaro è un affluente di sinistra del fiume Essequibo in Guyana..
Il minerale potarite ha preso il nome da questo fiume.